# Variant

L'évolution du virus SARS-CoV-2.

En microbiologie et en virologie, le terme variant désigne un sous-type de micro-organisme qui, à la suite de son évolution par le fait d'une ou plusieurs mutations de son génome, devient génétiquement distinct d'une souche principale, mais pas suffisamment différent pour être appelé une souche distincte. Une distinction similaire est faite en botanique entre les différentes variétés cultivées d'une espèce de plante, appelées cultivars.
Il n'y a pas de définition universellement acceptée pour les termes "souche", "variant" et "isolat" dans la communauté virologique. Dans le contexte de la version 202012/01 du virus du SRAS-CoV-2, le site web des Centres américains de contrôle et de prévention des maladies (CDC) indique que « les termes "variant", "souche" et "lignée" sont généralement utilisés de manière interchangeable par la communauté scientifique ».